# 丁中江

丁中江主持台視《新聞評論》

丁中江（1917年7月26日—2004年11月22日），雲南賓川人，史學家和政治人物，雲南大學畢業，曾在法國巴黎大學進修文學。曾任雲南省政府代理秘書長，國民政府軍事委員會中將特派員，廣州《天地新聞日報》社長、昆明《雲南平民日報》社長、曼谷《民主日報》董事長、香港《中南日報》董事長，參與創辦香港《新聞天地》周刊。1961年10月6日因涉嫌「從事反共活動」以及「和滇緬游擊隊有關係」被港英政府拘捕，1962年遣送至台灣。曾編寫《北洋軍閥史話》，於1962年在《大華晚報》連載，1964年正式出版。返台後擔任國立中興大學外文系教授、系主任等職務，主講英國文學，也在中國文化大學任教過。之後在台視、中視、華視擔任政治評論。1978年至1984年曾出任考試院考試委員。

## 家庭
丁中江育有二女 
；其一女兒丁乃竺嫁給著名劇作家賴聲川，皆為藏传佛教信徒。丁中江弟為中華民國著名外交官丁懋時。
丁中江原居於陽明山台灣銀行（台銀）面積343坪的駐台美軍宿舍。1993年，台灣省議員張溫鷹質詢台銀總經理卜正明，為何丁家以遠低於附近住宅房價的公告地價承租，卻仍然拒繳租金多年；彼時社會輿論大多支持台銀清查房舍、追繳租金。同年9月2日，台銀會同台北地方法院士林分院和台北市政府警察局士林分局士林派出所，要求丁中江的家人返還竊佔屋舍；丁乃竺亦應允在同月25日搬遷，但對補繳租金新台幣108萬元一事未回應。

## 外部連結
- 《北洋軍閥史話》（页面存档备份，存于），1985年6月
- 《北洋军阀史话》 （页面存档备份，存于），劝学网（简体版）
- 一一遙祭中江[永久]
- 台灣小學課本裡的「吳鳳」（管仁健／著）（页面存档备份，存于）